# Национальная лесная корпорация

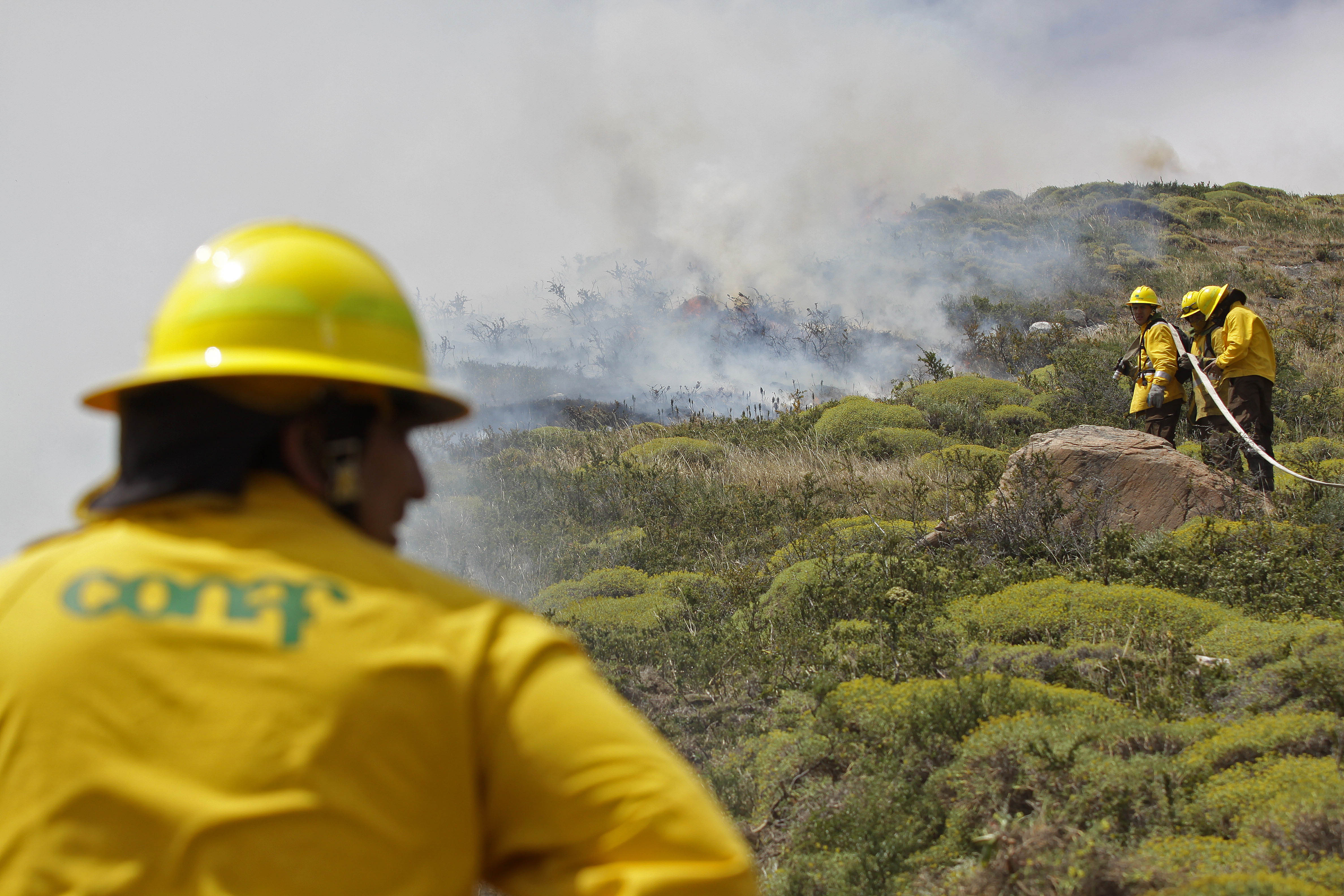
CONAF тушит пожар в Вальпараисо.

Национальная лесная корпорация (исп. Corporación Nacional Forestal или CONAF) — государственная корпорация в подчинении министерства сельского хозяйства Чили, занимается управлением лесными ресурсами. В ведении организации находятся также особо охраняемые природные территории Чили.

## Структура
Президентом корпорации является министр сельского хозяйства Carlos Furche. Постоянные члены: министр охраны окружающей среды Pablo Badenier, исполнительный директор CONAF Aarón Cavieres Cancino, национальный директор SAG Ángel Sartori, национальный директор INDAP Octavio Sotomayor, представители CORFO, частного сектора, работников CONAF.
Основными структурными подразделениями национальной лесной корпорации являются управление по охраняемым территориям (Gerencia de Areas Silvestres Protegidas), управление лесами (Gerencia Forestal), управление по управлению лесными пожарами (Gerencia Manejo del Fuego), финансовое управление (Gerencia de Finanzas y Administracion), управление по персоналу (Gerencia Desarrollo de las Personas). Корпорация также включает региональных директоров.

## Задачи
Национальная лесная корпорация призвана регулировать экосистемы и смягчать последствия изменения климата, защищать растительные ресурсы страны и управлять национальной системой охраняемых территорий государства.
Стратегия корпорации включает поощрение соблюдения лесного законодательства, защиту лесных экосистем от вредителей, лесных пожаров и опустынивания, содействие малому и среднему бизнесу в лесном секторе.

## История
В 1907 году был создан лесной фонд Мальеко — первая охраняемая территория Чили. В 1931 году был принят первый закон о лесе. Развитие системы охраны территории и лесов привело к принятию в 1960-х годах национальной программы восстановления леса (Programa Nacional de Reforestación), также была принята программа по предупреждению и борьбе с лесными пожарами, а также организован ряд лесных отделов в SAG и CORFO.
Национальная лесная корпорация была образована правительством Сальвадора Альенде 19 апреля 1973 года (указ официально опубликован 10 мая) для того, чтобы «внести свой вклад в сохранение, рациональное использование и более широкое использование лесных ресурсов страны» (contribuir a la conservación, incremento manejo y aprovechamiento de los recursos forestales del país). Первоначальное название — Corporación de Reforestación.